# Heckler & Koch
Heckler & Koch (H&K) is een Duitse wapenfabrikant. H&K levert voornamelijk wereldwijd aan politie- en defensie-organisaties, maar heeft ook een uitgebreide commerciële tak die vooral in de Verenigde Staten (VS) populair is. Voornamelijk bekend geworden door de productie van de MP5 en de USP. Het bedrijf is gevestigd te Oberndorf/Neckar in het Bundesland Baden-Württemberg, maar H&K heeft ook activiteiten in de VS. Het bedrijf telde in 2021 zo'n 1000 werknemers.

## Geschiedenis
In 1811 ondertekende Frederik I van Württemberg het plan voor de bouw van een wapenfabriek in het Duitse dorpje Oberndorf am Neckar. In 1872 namen de gebroeders Paul en Wilhelm Mauser de fabriek over na de uitvinding van een nieuw standaard infanteriewapen voor de Duitse landmacht: de M71. De wapenfabriek werd vervolgens omgedoopt tot Waffenfabrik Mauser AG. Door de militarisering van het Tweede Duitse Keizerrijk groeide de wapenindustrie sterk en gestimuleerd door het geestelijk en economisch klimaat zag men bij Mauser kans het Gewehr 98 - vanaf 1935 gemodificeerd tot de Karabiner 98k - het Duitse standaard geweer (karabijn) in de Eerste en Tweede Wereldoorlog, te ontwikkelen. In 1945, werd de Mauser wapenfabriek bezet door Franse bevrijdingstroepen. Edmund Heckler, Theodor Koch en Alex Seidel, ex-Mauser ingenieurs, begonnen in de fabriek een nieuwe onderneming in de metaalsector.
Heckler & Koch GmbH werd geregistreerd in december 1949. In de beginjaren maakte H&K voornamelijk onderdelen voor huishoudelijke apparaten en fietsen. Maar al snel resulteerde de introductie van het eerste vuurwapen van H&K, de HK G3 in een verdere groei van het bedrijf. Dit wapen werd het standaard wapen voor de Duitse Bundeswehr. In de jaren 1960 introduceerde H&K de 9mm-Machinenpistole 5 (MP5). Het zou in gebruik komen bij veel anti-terreur en politie organisaties over de hele wereld.
In 1991 werd de onderneming verkocht aan het Engelse BAE Systems, die haar later doorverkocht aan een Duitse groep die voor deze gelegenheid in 2002 opgericht werd.

## Producten

### Pistolen

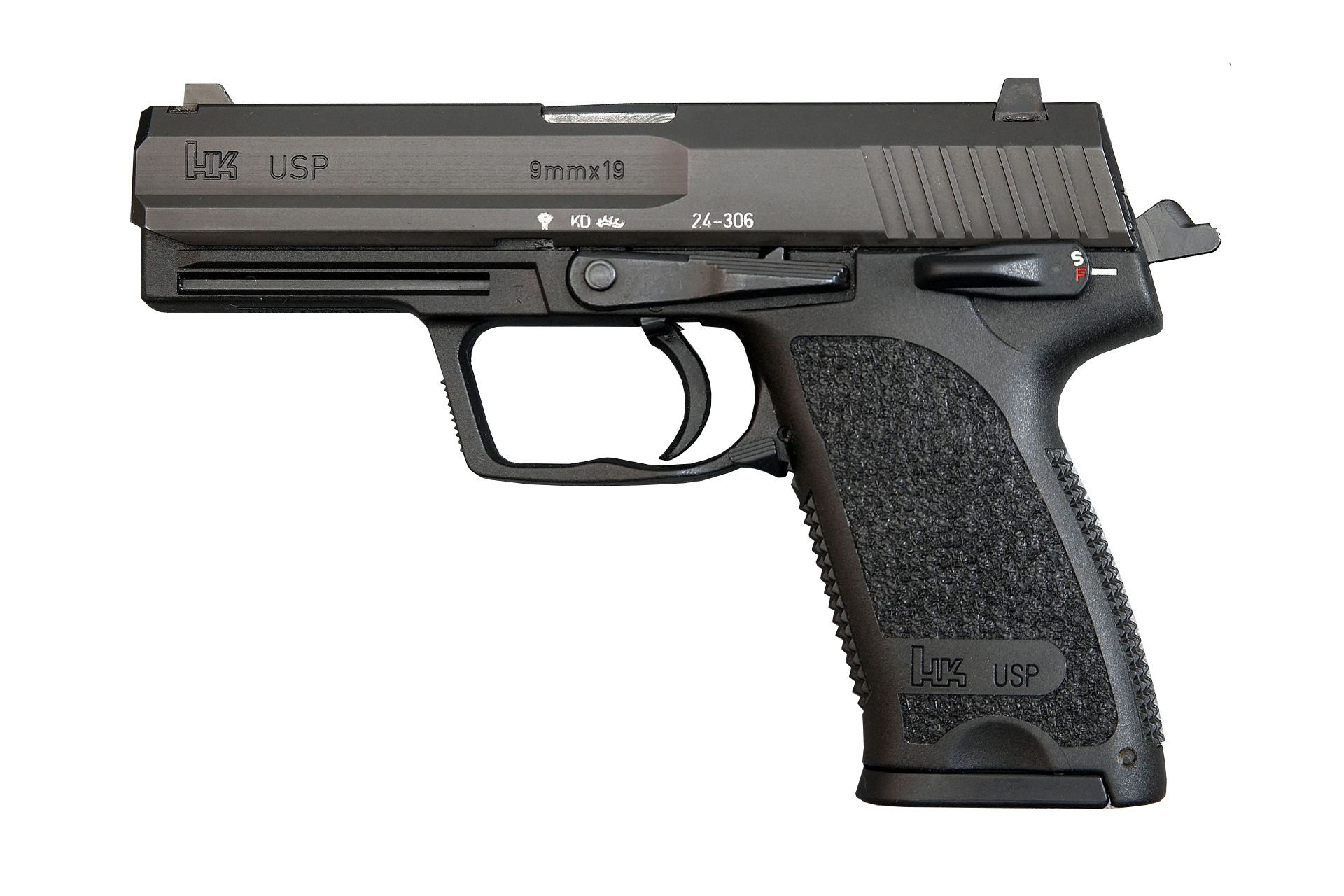
Een USP.

- MK23: Offensief pistool in .45 ACP.
- P7: Semiautomatisch pistool.
- P9S: Semiautomatisch pistool met rollenvergrendeling.
- USP: Universale Selbstlade Pistole, semiautomatisch pistool.
- VP70: Volkspistole 70, selectiefvuur pistool.
- HK4: Semiautomatisch pistool.
- VP9/SFP9: Semiautomatisch pistool.

### Machinepistolen
- MP5: Machinepistool

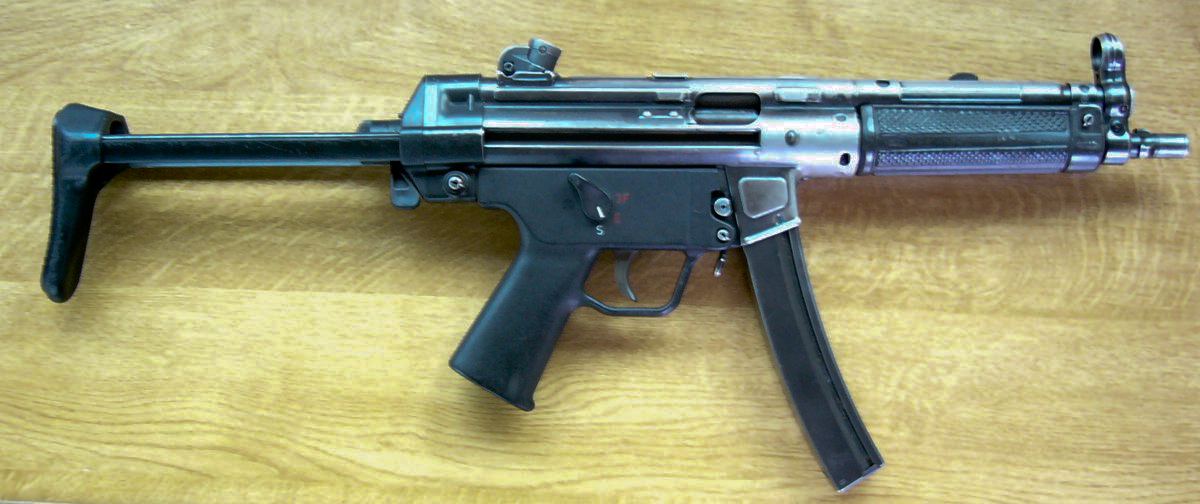
Een MP5.

- MP7: Personal Defense Weapon, gekamerd in 4,6×30mm.
- UMP: Universale Machinenpistole, lichtgewicht machinepistool.
- MP5K: Machinepistool, variatie op de MP5
- MP5SD: Gedempte machinepistool, variatie op MP5.
- MP89: Gedempte versie van de MP5K

### Militaire Geweren
- G3: 7,62×51mm NATO.
- G36: 5,56×45mm NATO.
- HK33: 5,56×45mm NATO.

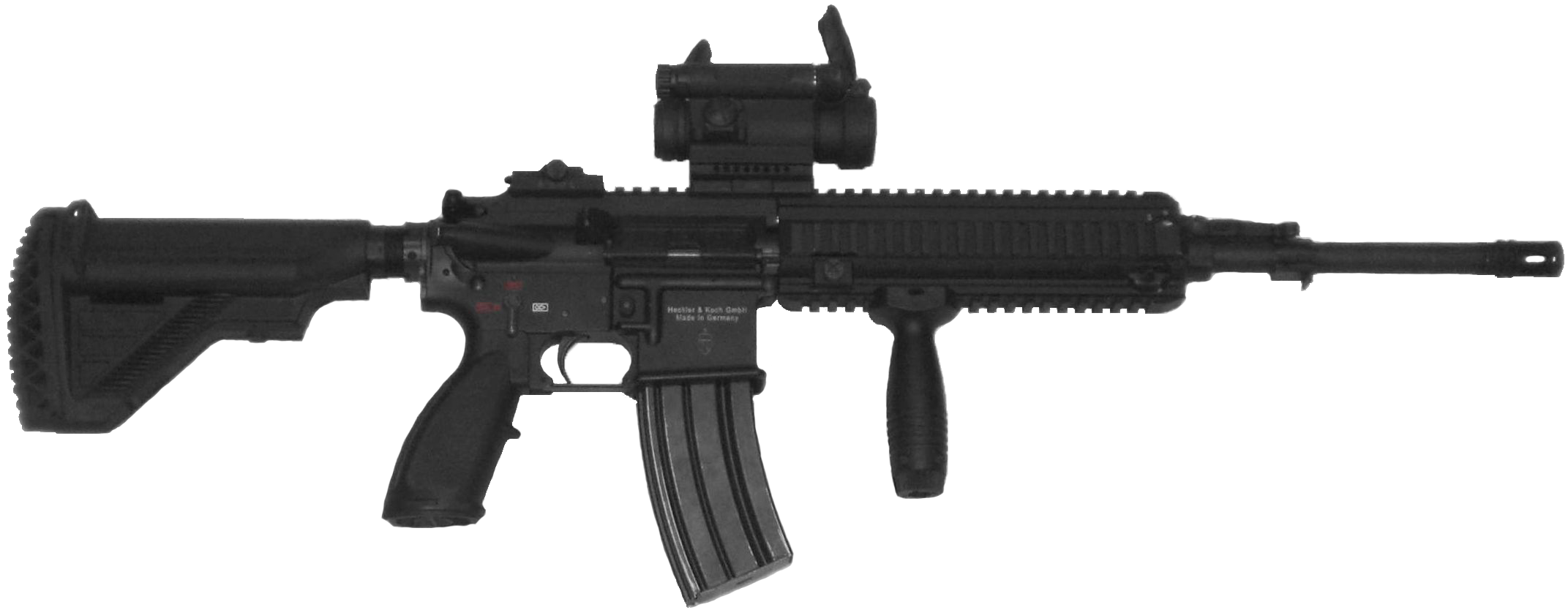
Een HK416.

- HK53: 5,56 NATO variant van de MP5.
- HK416: 5,56×45mm NATO.
- HK417: 7,62×51mm NATO.
- XM8: 5,56×45mm NATO.
- G11: Prototype
- G41: 5,56×45mm NATO.
- HK433: 5,56×45mm NATO.

### Civiele Geweren
Dit zijn aanpassingen van militaire wapens voor de civiele markt.

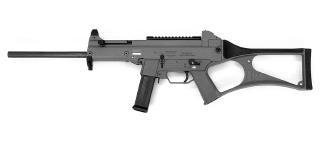
Een USC, voor de civiele markt.

- HK41: Semiautomatische versie van de G3.
- HK43: Civiele versie van de HK33.
- HK91: Licht aangepaste versie van de HK41.
- HK93: Licht aangepaste versie van de HK43.
- SR9: Jacht-en sportwapen gebaseerd op de PSG-1 en MSG-90.
- SP5: Civiele versie van de MP5.
- SP5K: Civiele versie van de MP5K.
- SL8: Aangepaste versie van de G36.
- USC: Civiele versie van de UMP.
- MR223: Civiele versie van de HK416, verkrijgbaar in verschillende varianten.
- MR308: Civiele versie van de HK417, verkrijgbaar in verschillende varianten.
- G28Z: Civiele versie van de G28.

### Scherpschutter
- PSG-1: Präzisions-Schützen-Gewehr

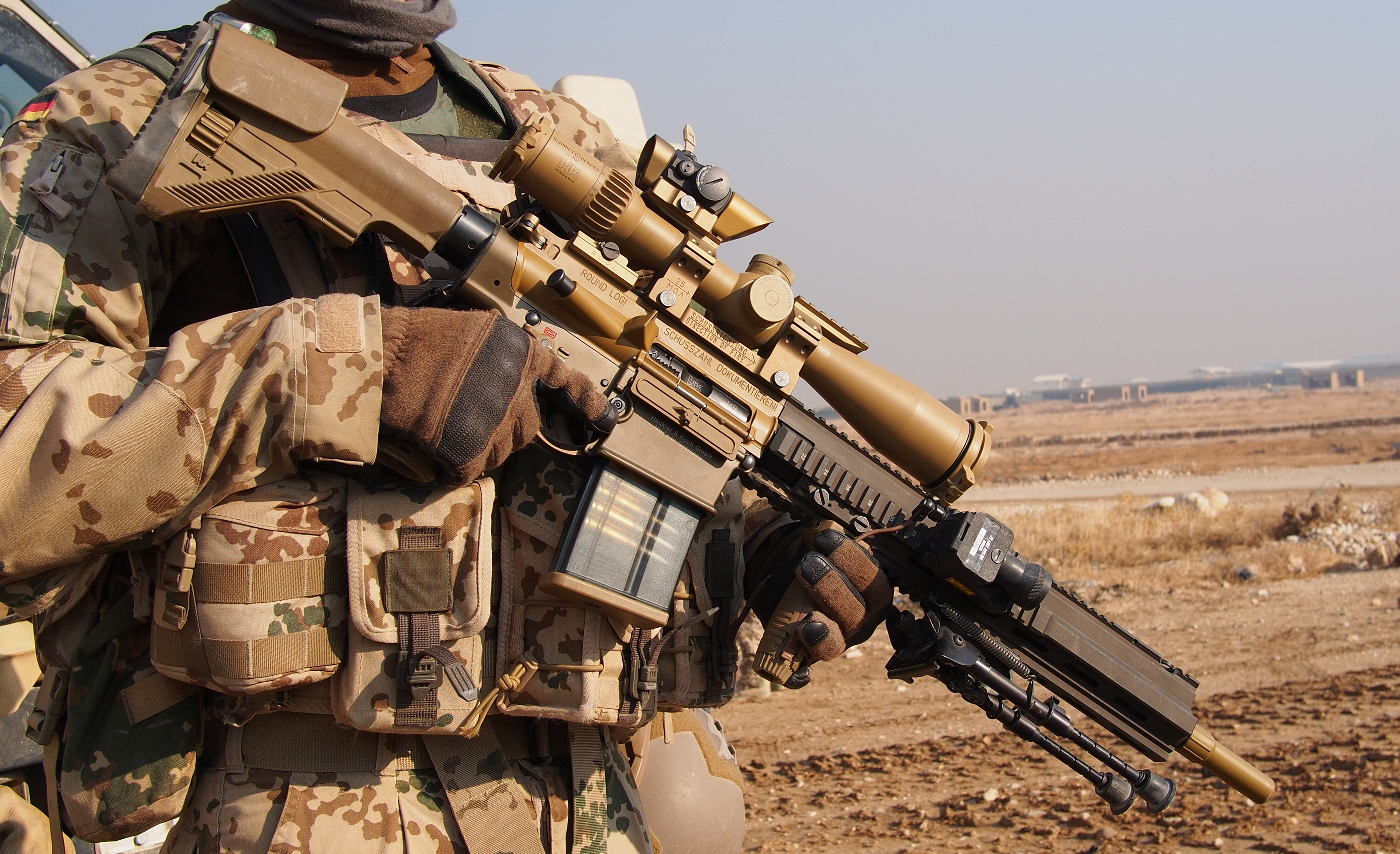
Een G28 van de Duitse landmacht.

- MSG-90: Militaire versie van de PSG-1
- G28: Doorontwikkeld scherpschuttersgeweer o.b.v. de MR308.

### Machinegeweren
- HK13: Machinegeweerversie van de HK33.
- HK21: 7,62×51mm NATO
- HK23: 5,56×45mm NATO
- MG4: 5,56×45mm NATO, licht machinegeweer.
- MG5: 7,62×51mm NATO
- MG36/MG36E: 5,56×45mm NATO, aangepaste versie van de G36, met zwaardere loop.

### Granaatwerpers

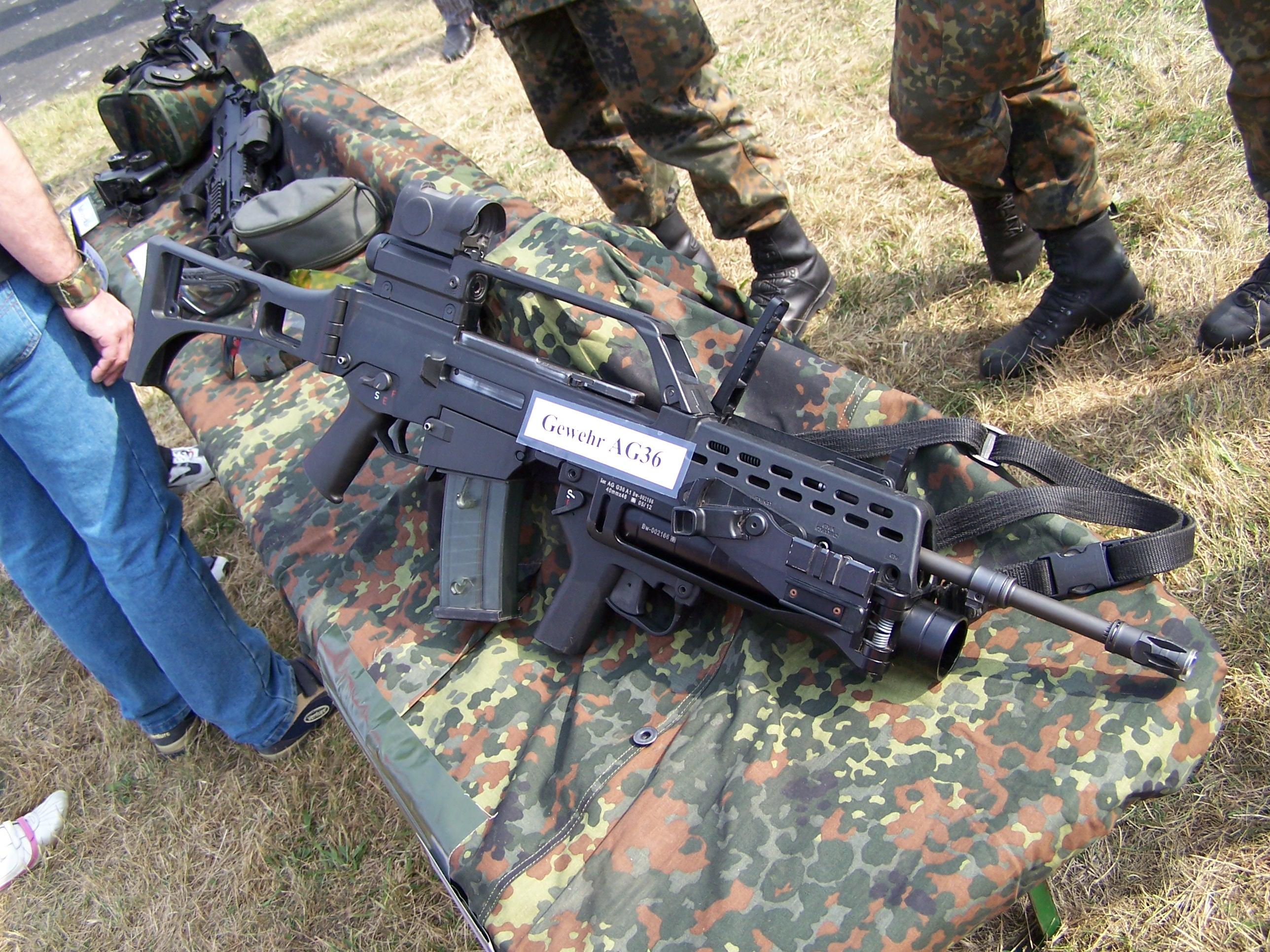
Een G36 met AG36 granaatwerper.

- HK69/HK79: 40×46mm-granaatwerper voor de G3.
- GMG: Granat Maschinengewehr, 40×53mm-granaat.
- AG36: Enkelschots granaatwerper voor de G36.

### Signaalpistool
- P2A1
- EFL

### Prototypes
- SMG I&II
- MP5 PIP
- HK36
- Heckler & Koch G11/Heckler & Koch ACR
- WSG2000

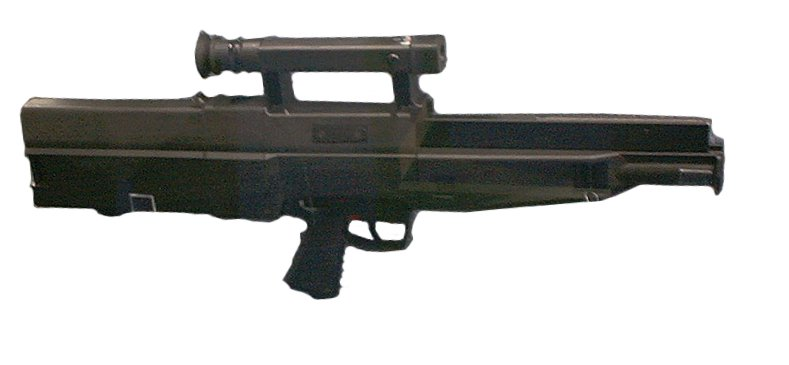
Een G11.

- XM29 OICW: HK was een onderaannemer van ATK.
- XM8
- HK CAWS

### Anderen
- P11: Onderwaterpistool